# Capo Colonna
Koordinaten: 39° 1′ 31,6″ N, 17° 12′ 7,9″ O

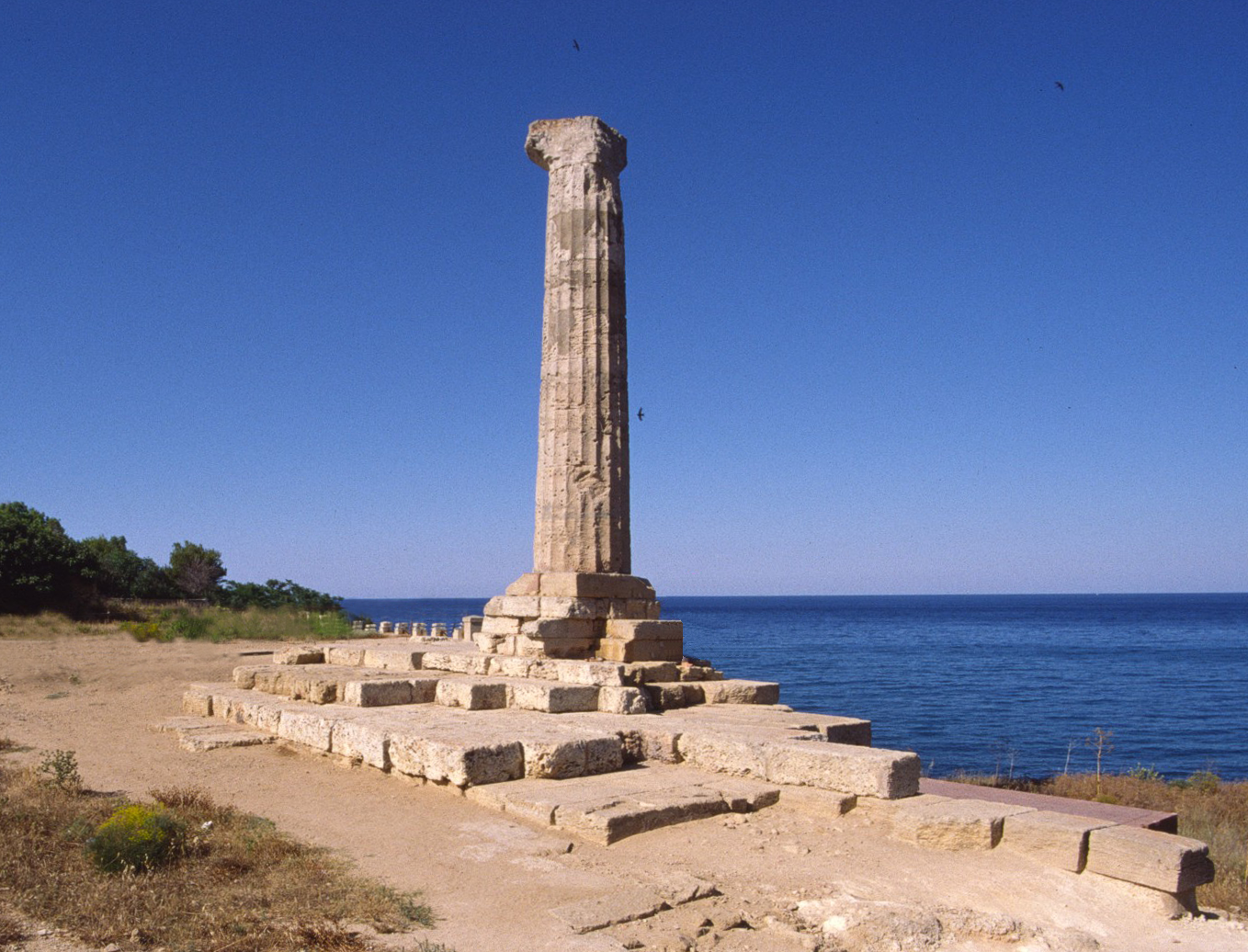
Die einzig verbliebene Säule des Tempels der Hera Lacinia

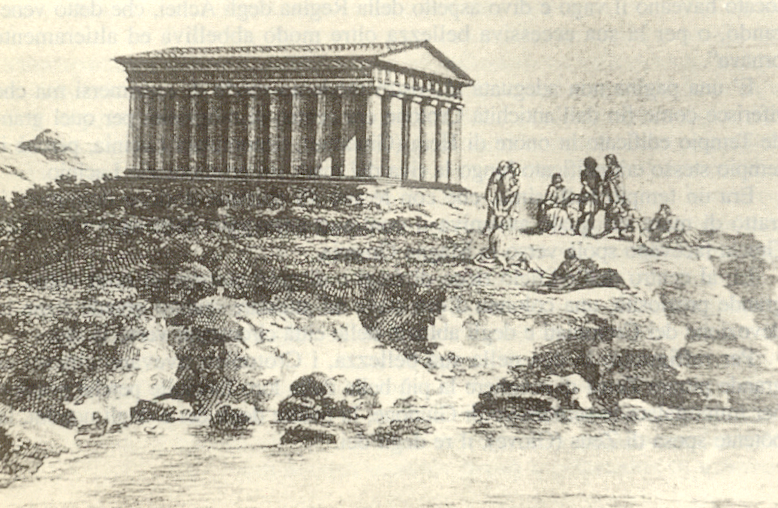
Tempel der Hera Lacinia in einem französischen Druck des achtzehnten Jahrhunderts

Capo Colonna (Colonne; dt. Kap Colonna), Kap an der Ostküste von Kalabrien in Italien, gleichzeitig der östlichste Punkt von Kalabrien, zwölf Kilometer südöstlich von Crotone gelegen. Es ist ein felsiges Vorgebirge an der Küste von Bruttium, westlich am Eingang des Tarentinischen Meerbusens (jetzt Kap Nao). Der frühere griechische und lateinische Name war Lakinion beziehungsweise Lacinium.

## Antike
Kroton und Kap Lakinion. Im Jahre 708 v. Chr. wurde im Rahmen der sog. griechischen Kolonisation (8.–6. Jahrhundert v. Chr.) unter Führung des Myskellos aus Rhypai die Kolonie Kroton (heute Crotone) gegründet. Zum Gebiet der Polis gehörte alsbald der südlich von Kroton gelegene Küstenstreifen mit dem Capo Colonna oder, wie es damals hieß, dem Akron (Kap) Lakinion (griechische Bezeichnung für das „zerrissene Vorgebirge“). Auf dem Kap befand sich das der Göttin Hera Lakinia geweihte Hauptheiligtum der Stadt, das zu Beginn des 4. Jahrhunderts v. Chr. Versammlungsort des Italiotischen Bundes großgriechischer (Küsten-)Städte gegen die italischen Völkerschaften des Binnenlandes war. Im Jahre 378 v. Chr. gelang es dem Tyrannen Dionysios I., Kroton zu erobern, das Heiligtum der Hera Lakinia wurde geplündert, Vorort des Italiotischen Bundes wurde Tarent. Am Ende des Zweiten Punischen Krieges (218–201 v. Chr.) weihte der karthagische Feldherr Hannibal (247–183 v. Chr.), der sich in Italien zuletzt nur noch auf Kroton stützen konnte, im Heiligtum der Hera Lakinia eine Stele mit einem Tatenbericht. Dieser Bericht diente dem Geschichtsschreiber Polybios als Quelle.
Das Heiligtum auf dem äußersten Ausläufer des Capo Colonna genoss in antiker Zeit große Berühmtheit, vom ausgedehnten heiligen Bezirk ist wenig erhalten: die Umfassungsmauer, ein monumentales Tor, die heilige Straße, der Tempel sind aber noch heute erkennbar. Im Mittelalter erhielt das Vorgebirge nach den Trümmern des Tempels den Namen "Capo delle Colonne".

## Mittelalter
Die Schlacht am Kap Colonna. Im Verlauf des 10. Jahrhunderts erneuerten die ostfränkisch-deutschen Könige (Ottonen) ihren Anspruch auf die durch Karl den Großen begründete Herrschaft in Italien. Der Erwerb von Reichsitalien (951) und Kaisertum (962) durch König Otto I. den Großen (936–973) gehört hierher, ebenso die Expansionsbestrebungen Kaiser Ottos II. (973–983) in Süditalien. Der deutsche Herrscher hielt sich seit 980 wieder in Italien auf, und das Jahr 981 sah die Bedrohung seiner süditalienischen Positionen durch die Sarazenen. So entschloss man sich im Verlauf dieses Jahres zu einem militärischen Eingreifen, das gegen Sarazenen und byzantinisches Reich gerichtet war. Ein auf Frühherbst 981 zu datierendes Verzeichnis von Panzerreitern deutscher Bistümer und Abteien belegt die neu zum deutschen Heer kommenden Verstärkungen. Ende 981 marschierte der Kaiser nach Süditalien. Tarent wurde eingenommen (982), und das deutsche Heer wendete sich nach Kalabrien.  Die Kaiserin Theophanu († 991) blieb mit ihrem dreijährigen Sohn Otto III. in Rossano. Kaiser und Truppen zogen weiter nach Süden, wobei es immer wieder zu Scharmützeln mit den Sarazenen unter dem sizilischen Emir Abu al-Qasim kam. Sarazenische Truppen und deutsches Heer stellten sich am 13. Juli 982 wahrscheinlich beim Capo Colonna zur offenen Feldschlacht, die zunächst mit einem Sieg des Kaisers endete. Abu al-Qasim fiel.  Doch die übrig gebliebenen Sarazenen formierten sich alsbald aufs Neue  und fielen über die unachtsamen Deutschen her. Viele weltliche und geistliche Große aus Deutschland, darunter Bischof Heinrich I. von Augsburg (972–982), fielen. Otto II. konnte mit Mühe auf ein byzantinisches Schiff entkommen. Infolge der Niederlage brach die kaiserliche Position in Süditalien zusammen. Die politische Wirksamkeit des nach Rom zurückgekehrten Otto blieb zunächst eingeschränkt.  Der Kaiser bereitete einen neuen Feldzug vor, starb aber am 7. Dezember 983 in Rom an einer Malariaerkrankung.